# Gretel Haas-Gerber
Gretel Haas-Gerber (* 2. August 1903 in Offenburg als Margarete Gerber; † 20. Januar 1998 ebenda) war eine deutsche Malerin. Im Mittelpunkt ihres Werks standen Bildnisse sowie figurenreiche, szenisch arrangierte Bilder, die Erfahrungen ihres Lebens verarbeiteten. Die umfangreichste öffentliche Sammlung ihrer Arbeiten besitzen die Städtischen Kunstsammlungen Offenburg.

## Leben und Werk

### Kindheit und Jugend
Margerete Gerber wurde in Offenburg, Baden, geboren. Sie wuchs als eine von drei Töchtern des Offenburger Arztes Friedrich Gerber und seiner Frau Anna, geborene Stebel, auf. Beim Offenburger Zeichenlehrer Adolf Mangold erhielt sie privaten Mal- und Zeichenunterricht. Als Künstlerin nannte sie sich Gretel Gerber, nach ihrer Heirat Gretel Haas-Gerber.

### Studium in Karlsruhe und München
Gretel Gerber schrieb sich 1922 an der Badischen Landeskunstschule in Karlsruhe ein. Hermann Gehri wurde ihr wichtigster Förderer und Lehrer an dieser Akademie. In der Karlsruher Zeit intensivierte sie die Kunst des Zeichnens und Aquarellierens, fertigte Akt- und Bewegungsstudien an. Holzschnitt, Illustration und Komposition lernte sie bei Ernst Würtenberger. 1925 wechselte sie an die Akademie der Bildenden Künste in die Malerei-Klasse des Spätimpressionisten Hugo von Habermann.

### Erste Schaffensjahre und Frühwerk

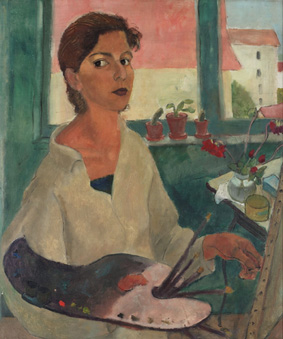
Selbstbildnis 1928

Nach der Akademiezeit verlegte Gretel Gerber ihr Arbeitsfeld zunächst aufs Land, 1927–28 malte sie in Uffing am Staffelsee und in Bokel in der Lüneburger Heide Bildnisse, Landschaften und Stillleben. Ihre Bilder zeigten Kinder, alte und kranke Menschen, häufig in einfachen, bäuerlichen Lebensverhältnissen. In diesem ersten Werkkomplex brachte die Malerin die Spuren ins Bild, die Armut und Härte auf den Körpern und Gesichtern hinterlassen haben. Die einfachen, grob geometrischen Hintergründe sind ganz malerisches Äquivalent der „Ordnung der Dinge“, aus denen mehrere Schichten (Alltagsobjekte, Kleidung, Frisur usw.) stufenweise heraustreten und im Gesicht konzentriert zur Darstellung kommen: in jenen Grimassen, die so typisch die Redeweise ins Bild setzen, „sie wusste nicht, ob sie lachen oder weinen sollte“. Diese Bilder zeugen von Sympathie und Zuneigung für ihre Modelle.
1932 heiratete Gretel Gerber den damaligen Assistenzarzt an der Freiburger Universitätsklinik und späteren Offenburger Augenarzt Walther Haas. 1932 ist auch ein Jahr erstmaliger, öffentlicher und finanzieller Anerkennung. Sie beteiligte sich an einer Gruppenausstellung in der Kunsthalle Baden-Baden, wo ihr Bild Armenhauskinder vom badischen Staat gekauft wurde.

### Zwischenzeit (1933 bis 1967)
Nach ersten Erfolgen folgte im Herbst 1933 die Ernüchterung: In der Offenburger Messehalle wurde neben Arbeiten von Kollegen auch ihr Gemälde Das Hütemädchen wegen „Verächtlichmachung des Bauernstandes“ beschlagnahmt. Geringschätzung und Spott begegnen ihr in Offenburg und in ihrer Familie. Die Geburt von fünf Kindern konzentrierte Gretel Haas-Gerbers Energie auf die Rolle als Mutter und Ehefrau. Der Zweite Weltkrieg verhinderte des Weiteren eine Rückkehr zur Kunst. Ihr Elternhaus wurde bei einem Bombenangriff zerstört, ebenso, wie sie lange glaubte, ihre dort deponierten Bilder und Zeichnungen. In der Nachkriegszeit überwogen die Anforderungen des alltäglichen Lebens: Wiederaufbau des elterlichen Hauses, Mitarbeit in der augenärztlichen Praxis, Erziehung und Sorge um die Ausbildung der Kinder. Diese Zeit, in der sie nur wenig Zeit für künstlerisches Arbeiten fand, empfand sie als große Einschränkung. Ab den fünfziger Jahren nahm sie sich „Malferien“, fuhr nach Italien, nach Paris, an den Bodensee und ins Allgäu. 1964 starb der Ehemann nach langer Krankheit. Nach 32 Jahren Ehe, Familie, Haushalt und Arztbetrieb suchte Gretel Haas-Gerber einen Neuanfang: Nach einem dreimonatigen, produktiven Malurlaub 1967 in der Türkei schrieb sie sich, 64-jährig, als Studentin in der Kunstakademie in Düsseldorf ein.

### Düsseldorfer Zeit (1967 bis 1985)
In der Klasse von Professor Karl Otto Götz fand sie Freiraum zum Arbeiten. Kontakte und lebenslange Freundschaften mit jungen Kollegen entstanden. Die Düsseldorfer Jahre waren für Gretel Haas-Gerber eine Zeit des künstlerischen, kulturellen und politischen Aufbruchs. Sie reiste 1972 mit Freunden ihrer Kinder nach Indien, 1984 zu Künstlerfreunden nach Griechenland. In Düsseldorf entstanden große Ölbilder: die Caféhaus-Serie, das Selbstbild Ich und die Welt, die Parkgänger, die Hausfrauenbilder, der Planspiel-Zyklus Neutronenbombe, die Biafra-Bilder, die Krankenhaus-Serie. Studienreisen führten  sie nach Indien und Griechenland, in die Schweiz und nach Italien. Sie nahm an zahlreichen Gruppenausstellungen teil und hatte Einzelausstellungen in Berlin, Bonn, Bremen, Düsseldorf, Hannover, Hamburg und Offenburg.
In dieser Zeit gelang ihr ein Neuanfang. Die spannungsgeladene Aufbruchstimmung und die kritischen Impulse jener Jahre gaben ihr Schwung und neuen Mut. Anfang der 1970er-Jahre entstanden Bilder mit eindeutigen politischen Stellungnahmen. Im Bild Cafehaus I (1973) sah man im Vordergrund „eine Gruppe draller Damen, deren voluminöse Körper mit opulenten Fettspendern wie Crèmeschnittchen oder Sahnetörtchen weiter aufgerüstet werden, während im Hintergrund ein Vorhang aufreißt und unzählige, offensichtlich verstörte, verletzte, verzweifelte Kinder in den Raum stürzen. Dieser Raum erfüllte eine makabre Doppelfunktion. Kaffeehaus ist er nur dort, wo die beleibten Repräsentantinnen des bundesdeutschen Wirtschaftswunders mit ihren Mokkatassen und Süßspeisen sitzen. Weiter hinten erweist sich der Saal als Leichenhalle, bestückt mit weißen Särgen, wobei offen bleibt, ob sie belegt sind oder erst noch die weinenden, schreienden Kinder aufnehmen sollen.“ (Michael Hübl)

### Spätwerk (1985 bis 1996)
82-jährig kehrte Gretel Haas-Gerber nach Offenburg zurück und setzte ihre künstlerische Arbeit kontinuierlich fort. Auch das politische Geschehen hatte sie weiter fest im Blick. Die Nachrichten vom jugoslawischen Bürgerkrieg gaben Mitte der 1990er-Jahre Anstoß zu Bildern wie Mutter, Kind beerdigend. Vor allem das Thema des kriegsbedingten Leids Unschuldiger ließ sie nicht mehr los, sie hatte es in dem großen Werkkomplex Die Frauen von Lucca verarbeitet. Zunehmend spielte das Genre des Selbstbildnisses eine zentrale Rolle, prägte schließlich ihr Spätwerk. Selbst die zunehmende Erblindung kurz vor ihrem Tod wurde in großformatige Zeichnungen von gültigem künstlerischem Wert übersetzt. „So sehr sich ihr Schaffen auf ihre Zeitgenossen, auf das Verhalten oder die Schicksale anderer richtete, ungeschönt, manchmal überspitzt, verzerrt sogar, so sehr stellte sich Gretel Haas-Gerber doch immer wieder sich selbst gegenüber. Über sieben Jahrzehnte hinweg suchte sie nach der Wahrheit des eigenen Ausdrucks, nach ihrem eigenen inneren Bild. Gerade in den allerletzten Arbeiten von 1997, einer Gruppe von zehn großformatigen Zeichnungen, nähert sich beides immer mehr an: Nahezu vollständig erblindet, findet sie in ihrer physiognomischen Vorstellungskraft und der Ahnung vom Zustand der Welt zu einer bildnerischen Gewissheit, die Innen und Außen umschließt.“ (Jochen Ludwig)
Nach dem Tod blieb es kurze Zeit still um die Künstlerin. In den Jahren 2000, 2003 und 2006 wurden einzelne Werkphasen im Museum im Ritterhaus Offenburg vorgestellt. Sie waren Teil der Schenkung von Gemälden und Zeichnungen an die Heimatstadt Offenburg. 2007 zeigte die Städtische Galerie Offenburg eine umfassende Retrospektive unter dem Titel Gretel Haas-Gerber. Ich und die Welt.
Seit Mai 2008 präsentiert die Städtische Galerie Offenburg die Sammlung Gretel Haas-Gerber als ständige, jährlich wechselnde Ausstellung. 2013 gründete sich die Gretel-Haas-Gerber-Stiftung. 2014 fand in der Städtischen Galerie Offenburg eine große Retrospektive des zeichnerischen Werks statt. Die beiden im modo verlag Freiburg erschienenen Publikationen von 2007 und von 2014 erschließen das malerische und zeichnerische Werk der Künstlerin.             

## Ausgewählte Arbeiten
- Der alte Onkel Hans II, 1927, Öl auf Leinwand, 95 × 67 cm, Städtische Kunstsammlungen Offenburg
- Mädchen mit roter Jacke, 1928, Öl auf Leinwand, 73 × 49 cm, Städtische Kunstsammlungen Offenburg
- Die kranke Frau, 1927, Öl auf Leinwand, 94 × 62 cm, Städtische Kunstsammlungen Offenburg
- Kommunionkinder, 1927, Öl auf Leinwand, 100 × 65 cm, Städtische Kunstsammlungen Offenburg
- Zwei Mädchen vom Moor, 1927, Öl auf Leinwand, 98 × 64 cm, Städtische Kunstsammlungen Offenburg
- Zwei Landkinder im Ährenfeld, 1927, 98 × 64 cm, Städtische Kunstsammlungen Offenburg
- Das Hütemädchen, 1928, Öl auf Leinwand, 77 × 48 cm, Städtische Kunstsammlungen Offenburg
- Stillende Häuslerin, 1928, Öl auf Leinwand, 84 × 58 cm, Städtische Kunstsammlungen Offenburg
- Tilde, 1929, Öl auf Leinwand, 79 × 65 cm, Städtische Kunstsammlungen Offenburg
- Selbstbildnis, 1928, Öl auf Leinwand, 78 × 66 cm, Städtische Kunstsammlungen Offenburg
- Dampfbad – Leukerbad, 1971/72, Öl auf Leinwand, 66 × 120 cm, Städtische Kunstsammlungen Offenburg
- Caféhaus I, 1973, Öl auf Leinwand, 130 × 170 cm, Städtische Kunstsammlungen Offenburg
- Indien II, 1975/76, Öl auf Leinwand, 120 × 170 cm, Städtische Kunstsammlungen Offenburg
- Tigerkäfig Vietnam, 1976/78, Öl auf Leinwand mit Eisenstäben, 80 × 100 cm, Städtische Kunstsammlungen Offenburg
- Geschafft II – Im Gras, 1977–79, Öl und Eitempera auf Leinwand, 110 × 76 cm, Städtische Kunstsammlungen Offenburg
- Isolation – Küchenbild II, 1978, Öl auf Leinwand, 150 × 110 cm, Städtische Kunstsammlungen Offenburg
- Isolation – Zimmerbild III, 1979/80, Öl auf Leinwand, 170 × 110 cm, Städtische Kunstsammlungen Offenburg
- Mutter beerdigt Kind III, 1994–97, Öl auf Leinwand, 120 × 100 cm, Städtische Kunstsammlungen Offenburg

## Ausstellungen

### Einzelausstellungen
- 1963: Kulturamt Offenburg
- 1964: Kulturamt Lahr
- 1969: Kulturamt Offenburg
- 1976: Kunstamt Berlin-Wedding
- 1978: Schwarzes Kloster, Freiburg
- 1980: Galerie Schübbe, Düsseldorf-Mettmann
- 1982: Frauenmuseum, Bonn
- 1983: Stadtmuseum, Düsseldorf, Kunstverein Hannover: Verboten/verfolgt, Goethe-Institut Bremen
- 1986/1987: GEDOK, Schwarzes Kloster, Freiburg
- 1988: Galerie Die Schnecke, Hamburg und Städtische Galerie im Spitalspeicher, Offenburg
- 1988/1989: Villa Ichon, Bremen
- 1989: Lindenau-Museum Altenburg, Thüringen und Rathaus, Bad Oldesloe
- 1990: Kunstverein, Kirchzarten
- 1991: Galerie Juttas Schneckenhaus, Bühl
- 1993: Museum im Ritterhaus, Offenburg; Galerie Alte Wäscherei Offenburg „Zeichnungen und Aquarelle 1922 bis 1993“
- 2000: Museum im Ritterhaus Offenburg „Kunst im Aufbruch der 70er Jahre in Düsseldorf“
- 2003: Museum im Ritterhaus Offenburg „Frühe Bilder“
- 2006: Museum im Ritterhaus Offenburg „Der Kampf um den Ball – Die Malerin Gretel Haas-Gerber und ihre Fußball-Bilder“
- 2007: Städtische Galerie Offenburg „Gretel Haas-Gerber. Ich und die Welt“
- 2008: Lindenau-Museum Altenburg (Thüringen), „Südliches Licht“
- 2014: Städtische Galerie Offenburg, Zeichnungen
- 2017: Städtische Galerie Offenburg, Malerei aus sieben Jahrzehnten

### Gruppenausstellungen
- 1932: Badische Sezession, Kunsthalle Baden-Baden
- 1933: Kunstverein Freiburg
- 1933: Messehalle Offenburg
- 1948: Kulturamt Offenburg
- 1958: Stadthalle Freiburg, „Fünf badische Malerinnen“
- 1962: Oberrheinhalle Offenburg
- 1974: Neue Münchner Galerie, München
- 1974–1985: Jahresausstellungen, Kunstpalast Düsseldorf
- 1976: Kunsthalle Düsseldorf „Nachbarschaft“
- 1977: Kunsthalle Baden-Baden. BBK Düsseldorf. BBK Essen. Schwarzes Kloster, Freiburg. Württembergischer Kunstverein Stuttgart
- 1978: GEDOK Hamburg, „Hommage à Goya“
- 1979: GEDOK Hamburg, „Frauen sehen sich selbst“. Westdeutscher Künstlerbund, Karl-Ernst-Osthaus Museum, Hagen
- 1980: GEDOK Köln, „Realität und Kunst. Kunst als Realität“. Wissenschaftszentrum Bonn-Bad Godesberg. Elefanten Press Galerie, Berlin, „Frauenbilder“
- 1982: GEDOK München, „Die Welt ist schön. Ist die Welt schön“. Elefanten Press Galerie Berlin: „Körper, Liebe, Bilder“. Bremer Künstlerinnen, Bremen. Arbeiterwohlfahrt, Bonn. BBK Düsseldorf „Schutzwürdiges Kulturgut Mensch“
- 1983: Wilhelm Lehmbruck Museum Duisburg
- 1986: Staatliche Kunsthalle Berlin
- 1987: Galerie Alte Wäscherei Offenburg
- 1989: Stadtmuseum Düsseldorf. Museum für Kunsthandwerk Moskau
- 1990: Volkshochschule Karlsruhe
- 1991: Schloss Unna
- 1992: Kunstpreis der Stadt Bühl. Künstlerhaus Karlsruhe „Das große Format“ (Fußball-Triptychon)
- 1994: Gabriele Münter Preis, Frauenmuseum, Bonn
- 1995: Städtische Galerie im Prinz-Max-Palais Karlsruhe
- 1995: Galerie „Lovis-Kabinett“, Villingen-Schwenningen

## Arbeiten in Öffentlichen Sammlungen
- Städtische Sammlungen Bühl
- Stadtmuseum Düsseldorf
- Museum für Neue Kunst Freiburg
- Städtische Galerie Karlsruhe
- Universitätsmuseum Marburg
- Städtische Kunstsammlungen Offenburg

## Auszeichnungen
- 1962: Kulturpreis der Ortenau
- 1997: Maria-Ensle-Preis der Kunststiftung Baden-Württemberg